# Des Pfarrers Töchterlein
Des Pfarrers Töchterlein ist ein deutsches Stummfilmmelodram aus dem Jahre 1913 mit Henny Porten in der Titelrolle.

## Handlung
Zwischen Klara und ihrem Vater, einem Pfarrer, herrscht große Harmonie, zumal die beiden, seit dem Tod der Mutter, nur noch sich allein haben. Klara ist in enger Freundschaft mit Hans, dem Sohn des Geheimrats Langer, der gleich neben dem Pfarrhaus residiert, aufgewachsen. Der enge Kontakt bricht erst ab, als der heranwachsende Hans auf die Militärakademie ging. Nun aber ist er zurückgekehrt in der Uniform eines respektablen Marineleutnants. Kaum seinen Eltern „Hallo“ gesagt, läuft er zum Pfarrhaus herüber und ruft nach seinem „Klärchen“ aus den Kindertagen. Aber auch sie ist natürlich längst den Kinderschuhen entwachsen und nunmehr eine junge, hübsche Frau. Für ein Paar Sekunden fremdeln die beiden miteinander, sehen sie sich doch erstmals als Erwachsene. Und doch ist das Eis rasch gebrochen, und die wieder erwachenden, gemeinsamen Erinnerungen im kleinen Pfarrhausturm schweißen Klara und Hans zusammen, als hätten sie sich niemals getrennt. In der Spinnstube, wo sie sich besonders gern aufgehalten hatten, kommt es zu einem ersten, zarten Kuss. Hans nimmt seinen Ring vom Finger und überreicht ihn Klara als eine Art Liebespfand. Nachdem er diesen über ihren Finger gestreift hat, küsst Klara den Ring mit Inbrunst.
Lange können die beide ihre erblühende Liebe nicht vor den anderen geheim halten. Klaras Vater sieht die beiden beim Knutschen und macht daraufhin seiner Tochter Vorhaltungen. Sie solle sich nicht zu sehr der trügerischen Hoffnung einer gemeinsamen Zukunft hingeben. Sie sei ja nur eine Pfarrerstochter, er hingegen, ein junger Offizier, der Sohn eines Geheimrats. Nie würde Hans aus Gründen des Standesunterschiedes eine Ehe mit ihr eingehen. Mit Tränen in den Augen nimmt Klara die wohlmeinenden Ausführungen ihres Vaters zur Kenntnis, hofft aber in ihrem tiefsten Inneren, dass „ihr“ Hans ganz anders sein möge. Auch Herr und Frau Geheimrat sind alles andere als begeistert von der frisch und neu entflammten Liebe ihres Sprosses. Hans‘ Mutter schreibt daraufhin ihrer Nichte und lädt sie ein, doch für einige Zeit die Familie Langer zu besuchen, in der Hoffnung, mit diesem hübschen und vor allem aus „guten Hause“ stammenden Mädchen die Erinnerungen an Klara aus Hans‘ Kopf zu verdrängen.
Klara hat sich bereits mit dem Gedanken an Hans zur Ruhe begeben, als am späten Abend ihr Traummann im Pfarrgarten steht und nach ihr ruft. Sie bittet ihn zwar zu gehen, Hans aber schwingt sich auf ihr Fensterbrett und steht im Nu im Zimmer vor ihr. Es dauert nicht lange, da versichern sich beide ihrer Liebe und küssen sich erneut. Als einige Tage darauf die eingeladene Nichte bei Langers ante portas steht, wird Hans in der Folgezeit intensiv in Beschlag genommen, denn ihm wird aufgetragen, sich um seine hübsche und lebhafte Cousine zu kümmern. Eines Abends soll Klara im Auftrag ihres Vaters einen dienstlichen Brief an den Geheimrat übergeben, da sieht sie durchs Fenster, wie Hans und seine Cousine sich inniglich küssen. Klara fällt in Ohnmacht und wird krank. Sie steigert sich regelrecht in einen Fieberwahn hinein. Erst nach Wochen intensiver Pflege ist Klara wieder einigermaßen hergestellt. Derweil haben sich Hans und seine neue Flamme miteinander verlobt, und der Geheimrat bittet Klaras Vater, die anstehende Trauung vorzunehmen.
Obwohl ihm dieser Gang unheimlich schwerfällt, da er weiß, wie sehr dieser Schritt seiner Tochter schmerzen werde, waltet der Pfarrer seines Amtes. Klara, noch immer schwach und kränkelnd, will dennoch der Zeremonie beiwohnen. Sie möchte aus einem sicheren Versteck einen letzten Blick auf ihren Liebsten wagen und die Frau in Augenschein nehmen, die ihr Hans genommen hat. Sie zieht sich etwas über und geht zitternd in die Kapelle. Dicht vor der Orgel hinter dem Chor versteckt sie sich und schaut der Zeremonie zu. Als ihr Vater die Trauung vornimmt, ist dies zu viel für ihren schwachen Körper, und Klara bricht schreiend zusammen. Das Paar dreht sich um, und auch die Hochzeitsgäste blicken nach oben zum Chor und der Orgel. Klaras Vater vermag kaum mehr die Trauung zu beenden, und Hans blickt schuldbewusst auf den Boden. Kaum ist die Zeremonie vorüber, stürmt der Pfarrer auf die Empore und drückt seine sterbende Tochter ganz fest in seine Arme. „In grimmigem Schmerz und voller Verzweiflung schluchzt er auf, dann spricht er ein stilles Gebet für das arme Wesen, das an seiner Liebe zu Grunde ging.“

## Produktionsnotizen
Des Pfarrers Töchterlein entstand im Messter-Film-Atelier in Berlins Blücherstraße 32, passierte die Zensur am 1. November 1912 und erlebte seine Uraufführung in der österreichischen Filmbörse in Wien am 12. März 1913. Die erste deutsche, öffentliche Aufführung fand am 28. März 1913 statt. Die Länge des Zweiakters betrug 762 Meter. 

## Einordnung
Des Pfarrers Töchterlein besitzt eine Schlüsselfunktion in Henny Portens Karriere. Nicht nur, dass der Streifen den Durchbruch für Porten als Leinwandstar bedeutete, es war zugleich einer der ersten, in dem sie namentlich genannt wurde. Der Film war überdies ein großer Publikumserfolg, Produzent Oskar Messter konnte von ihm über 150 Kopien verkaufen, damals eine enorme Stückzahl.